# Asquamiceps
Asquamiceps es un género de peces marinos de la familia de los alepocefálidos, distribuidos por las costas este del océano Atlántico, oeste del océano Índico y este y oeste del océano Pacífico.
Su nombre procede del griego a (sin) + latín squamae (escamas) + latín ceps (cabeza), por tener la cabeza sin escamas.

## Especies
Existen cuatro especies consideradas válidas:
- Asquamiceps caeruleus Markle, 1980
- Asquamiceps hjorti (Koefoed, 1927)
- Asquamiceps longmani Fowler, 1934
- Asquamiceps velaris Zugmayer, 1911